# Graeme Reid
Graeme Reid, född den 15 juni 1948, är en australisk landhockeyspelare.
Han tog OS-silver i herrarnas landhockeyturnering i samband med de olympiska landhockeytävlingarna 1976 i Montréal.